# Gare d'Assilah
La gare d'Assilah est une gare ferroviaire marocaine située près de la plage à Assilah, dans la région de Tanger-Tétouan. La gare d'Assilah est la dernière station avant Tanger.

## Histoire
Elle s'étend sur 620 m2. Des travaux de restauration et d'extension en 2007 ont nécessité un investissement de l'ordre de 13 millions de dirhams.

## Service des voyageurs

### Accueil
Elle est équipée de l'affichage électronique des horaires des trains, de bancs et d'abris. On y trouve également des publiphones, une cafétéria, un kiosque, un restaurant et des guichets automatiques bancaires.

### Desserte
La gare est desservie dans les deux sens par un train toutes les 2 heures en provenance de Casablanca et Tanger.

### Intermodalité
Un parking pour les véhicules y est aménagé.